# Aubonne, Vaud
Aubonne är en ort och kommun i distriktet Morges i kantonen Vaud, Schweiz. Kommunen har 3 840 invånare (2023). Den 1 juli 2011 inkorporerades kommunen Pizy in i Aubonne och den 1 januari 2021 inkorporerades kommunen Montherod.
I kommunen finns ett Ikea-varuhus.